# Rio Coşna
O Rio Coşna é um rio da Romênia, afluente do Dorna, localizado no distrito de Suceava.